# こちら札幌市中央区大通公園前時計台ビル派出所
『こちら札幌市中央区大通公園前時計台ビル派出所』（こちらさっぽろしちゅうおうくおおどおりこうえんまえとけいだいビルはしゅつじょ）は、エフエム北海道（AIR-G'）のラジオ番組。

## 概要
北海道中のけしからん景色、けしからん食べ物、けしからん文化（「けしからん＝最高」）を各巡査（UHBアナウンサーズ）が見つけ、巡査長扮する箕輪に報告する情報番組。

## パーソナリティ
- 箕輪直人（巡査長）
- 柴田平美（巡査、北海道文化放送アナウンサー）
- 田辺桃菜（巡査、北海道文化放送アナウンサー）
- 石井祐里枝（巡査、北海道文化放送アナウンサー）
- 江上太悟郎（巡査、北海道文化放送アナウンサー）

## リンク
- こちら札幌市中央区大通公園前時計台ビル派出所｜AIR-G' FM北海道 80.4

| エフエム北海道 土曜日 20:00 - 20:30 | エフエム北海道 土曜日 20:00 - 20:30                                           | エフエム北海道 土曜日 20:00 - 20:30                   |
| 前番組                              | 番組名                                                                        | 次番組                                                |
| ----------------------------------- | ----------------------------------------------------------------------------- | ----------------------------------------------------- |
| 平成ノブシコブシ 魂のコブシ!!       | こちら札幌市中央区大通公園前時計台ビル派出所 （2021年4月3日 - 2022年3月26日） | 4 your SMILE ～Once in a lifetime～ （20:00 - 21:00） |